# آن لوري فولي
آن لوري فولي، (ولدت في 31 مارس 1954)، وهي مخرجة أفلام وثائقية من توغو، وتعتبر واحدة من أفضل المخرجات في أفريقيا.

## عملها
في عام 1994، فازت آن لوري فولي بالميدالية الفضية في مهرجان مونت كارلو التلفزيوني عن فيلمها الوثائقي «مرأة بعيون مفتوحة». يسجل هذا الفيلم نساء من بنين وبوركينا فاسو ومالي والسنغال يتحدثن عن حياتهن. المشهد الافتتاحي للفيلم الثاني لها يبدأ بامرأة شابة تحدق في الكاميرا وتتلو القصيدة:
"يجب على المرأة الطيبة أن تطيع زوجها في جميع الأوقات،
يجب ألا تعرف المرأة الطيبة القراءة،
عيون المرأة الطيبة لا ينبغي أن تكون مفتوحة."
القصيدة لمونيك إيلبودو من بوركينا فاسو، وهي إحدى النساء اللواتي صورن في الفيلم الوثائقي. يسمح الفيلم لنساء مختلفات من مالي والسنغال وبوركينا فاسو وبنين بالحديث عن كيفية تعاملهن مع القضايا التي يواجهنها. تغطي سبعة مواضيع وهيː استئصال البظر، والزواج القسري، وفيروس نقص المناعة البشرية / الإيدز، والنضال، والبقاء، والاقتصاد، والسياسة. إنه يوضح التناقض الذي تتحمل فيه النساء مسؤولية كبيرة عن بقاء ورفاهية أسرهن ولكن لا يُمنحن صوتًا يذكر في القرارات الرئيسية.
فيلم (المرأة المنسية) لعام 1996 لفولي هو فيلم وثائقي عن أنغولا. بعد عشر سنوات من النضال من أجل الاستقلال، استمرت الحرب في أنغولا لمدة عشرين عامًا أخرى. يستكشف الفيلم دوافع المقاتلين التي ارتبطت بالحرب الباردة والتدخل الكوبي ونظام جنوب إفريقيا العنصري.  في هذا الفيلم تسمح فولي للنساء مرة أخرى بسرد قصصهن. تُظهر النساء من مسافة متوسطة أو قريبة، مما يجبر المشاهد على التركيز على وجوههن بدلاً من أجسادهن أو محيطهن، ويستغرق وقتًا للسماح لهن بقول ما يجب عليهن قوله، مع إعطاء منظور نسائي فريد للنزاع. تشارك فولي في الفيلم من خلال صوتها، مما يعطي عنصرًا شخصيًا. تعترف بأنها ليست على دراية بأنغولا، وبالتأكيد ليست سلطة.
فيلمها «سارة مالدور أو الحنين إلى المدينة الفاضلة» (1998) هو تكريم لسارة مالدورور، التي صنعت الفيلم الكلاسيكي «سامبيزانجا» (1972).

## الجوائز
- الميدالية الفضية في مهرجان مونت كارلو التلفزيوني عن فيلمها الوثائقي «مرأة بعيون مفتوحة» لعام 1994.[1]
- جائزة مهرجان اميان السينمائي الدولي لأفضل فيلم وثائقي عن نفس الفيلم الأخير لعام 1994.[7]
- جائزة مهرجان واجادوجو بانافريكان للسينما والتلفزيون عن فيلمها الوثائقي «سارة مالدور أو الحنين إلى المدينة الفاضلة» لعام 1999.[7]